# Hypolimnas mechowi
Hypolimnas mechowi is een vlinder uit de familie van de Nymphalidae. De wetenschappelijke naam voor deze soort is voor het eerst voorgesteld door Hermann Dewitz in een publicatie uit 1884.
Deze vlinder komt voor in Kameroen, Gabon, Centraal-Afrikaanse Republiek, Congo-Brazzaville en Congo-Kinshasa. 